# Norra Sytertoppen
Norra Sytertoppen er en bjergtop som er 1.768 meter over havet, og som ligger i Norra Storfjället i Storumans kommun i den vestligste del af Västerbottens län i Lappland i Sverige. Bjerget er det højeste punkt i Västerbottens län.